# Quần đảo Sula

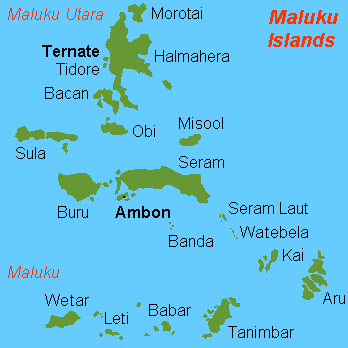
Vị trí quần đảo Sulu trong quần đảo Maluku

Quần đảo Sula (tiếng Indonesia: Kepulauan Sula) là một nhóm đảo ở tỉnh Bắc Maluku tại Indonesia. Ba đảo chính của quần đảo là Mangole, Sanana (Sula Besi/Xulla Besi) và Taliabu, cùng các đảo nhỏ hơn như Lifamatola và Seho. Về mặt hành chính, quần đảo tạo thành huyện Kepulauan Sula (Kabupaten Kepulauan Sula), với huyện lị đặt tại Sanana trên hòn đảo cùng tên. Tổng diện tích của quần đảo là 9.632,92 km² và dân số là 132.070 (theo điều tra năm 2010).
Thời kỳ tiền độc lập, Sula cũng được gọi là quần đảo Xulla, trong đó Taliabo là Xulla Taliabo, Sanana là Xulla Bessi, và Mangola là Xulla Mangola.

## Hành chính
Về mặt hành chính, quần đảo được chia thành 19 phó huyện (kecamatan): 
- Lede
- Mangoli Barat
- Mangoli Tengah
- Mangoli Selatan
- Mangoli Timur
- Mangoli Utara
- Mangoli Utara Timur
- Sanana
- Sanana Utara
- Sula Besi Barat
- Sula Besi Selatan
- Sula Besi Tengah
- Sula Besi Timur
- Taliabu Barat
- Taliabu Barat Laut
- Taliabu Selatan
- Taliabu Timur
- Taliabu Timur Selatan
- Taliabu Utara

## Thực vật
Các loài sau là sinh vật bản địa của quần đảo Sula:
- Babirusa (Babyrousa babyrussa)
- Strigocuscus pelengensis
- Rattus elaphinus
- Acerodon celebensis
- Cynopterus brachyotis
- Dobsonia viridis
- Macroglossus minimus
- Nyctimene cephalotes
- Pteropus caniceps
- Rousettus celebensis
- Thoopterus nigrescens
- Emballonura alecto
- Hipposideros cervinus
- Miniopterus pusillus
- Megapodius Bernateinii (Gosong Sula), dễ bị tổn thương[2]

Các loài được đem đến bao gồm:
- Chuột chù nhà (Suncus murinus)
- Lợn rừng (Sus scrofa)
- Thỏ Polynesia (Rattus exulans)